# Flurkmark västra
Flurkmark västra är en bebyggelse i Umeå kommun i Västerbotten. Bebyggelsen räknades av SCB till 2015 som en del av tätorten Flurkmark för att 2015 klassas som en separat småort.

## Befolkningsutveckling
| Befolkningsutvecklingen i Flurkmark västra 2015–2015 | Befolkningsutvecklingen i Flurkmark västra 2015–2015 | Befolkningsutvecklingen i Flurkmark västra 2015–2015 | Befolkningsutvecklingen i Flurkmark västra 2015–2015 | Befolkningsutvecklingen i Flurkmark västra 2015–2015 |
| ---------------------------------------------------- | ---------------------------------------------------- | ---------------------------------------------------- | ---------------------------------------------------- | ---------------------------------------------------- |
|                                                      |                                                      |                                                      |                                                      |                                                      |
| År                                                   |                                                      |                                                      | Folkmängd                                            | Areal (ha)                                           |
| 2015                                                 | 2015                                                 |                                                      | 83                                                   | 10#                                                  |
| Anm.: # Som småort.                                  |                                                      |                                                      |                                                      |                                                      |